# Championnat d'Espagne de hockey sur glace 1988-1989
Saison précédente Saison suivante
La saison 1988-1989 est la 15e saison du championnat d'Espagne de hockey sur glace. Cette saison, le championnat porte le nom de Superliga Española.
Le Championnat espagnol est donc de retour après deux ans d'absences. Six clubs ont réussi le pari de la restructuration intensive mené par la Fédération espagnole de hockey sur glace. Le glorieux FC Barcelona a, par exemple, réussi sa mutation en parvenant à assainir ses finances, en intéressant de nouveau le directoire du puissant club multisport espagnol et ainsi à recréer une équipe de Hockey sur glace.
Néanmoins, le Championnat doit repartir sur de nouvelles bases : les joueurs étrangers sont peu enclin à revenir exercer leur talent en Espagne, laissant la part belle aux joueurs du cru.
Durant la "période d'abstinence", le Championnat espagnol aura fait la part belle aux équipes juniors : en 1986-1987, et en 1987-1988 le FC Barcelone est sacré.

## Clubs de la Superliga 1988-1989
- FC Barcelone
- CH Boadilla
- ARD Gasteiz
- CH Jaca
- CG Puigcerdà
- Txuri Urdin

## Classement
| # | Club         | Joués | V  | N | D  | bp:bc   | +/-  | Points |
| - | ------------ | ----- | -- | - | -- | ------- | ---- | ------ |
| 1 | CG Puigcerdà | 20    | 16 | 1 | 3  | 205:57  | +148 | 33     |
| 2 | CH Jaca      | 20    | 15 | 2 | 3  | 173:52  | +121 | 32     |
| 3 | Txuri Urdin  | 20    | 14 | 1 | 5  | 162:81  | +81  | 29     |
| 4 | FC Barcelone | 20    | 6  | 4 | 10 | 118:105 | +13  | 16     |
| 5 | ARD Gasteiz  | 20    | 3  | 1 | 16 | 62:230  | -168 | 7      |
| 6 | CH Boadilla  | 20    | 1  | 1 | 18 | 59:254  | -195 | 3      |

Le CG Puigcerdà est sacré Champion d'Espagne de hockey sur glace 1988-1989.

### Meilleurs Pointeurs
Nota: PJ = parties jouées, B = buts, A = assistances, Pts = points, Pun = Minutes de pénalité

| #  | Joueur           | Nation  | Équipe       | PJ | B  | A  | Pts | Pun |
| -- | ---------------- | ------- | ------------ | -- | -- | -- | --- | --- |
| 1  | Iñaki Salegui    | Espagne | CG Puigcerdà | ?  | 63 | 21 | 84  | ?   |
| 2  | Jordi Pous       | Espagne | CG Puigcerdà | ?  | 28 | 35 | 63  | ?   |
| 3  | Jordi Cot        | Espagne | CG Puigcerdà | ?  | 41 | 10 | 51  | ?   |
| 4  | Antonio Capillas | Espagne | CH Jaca      | ?  | 35 | 10 | 45  | ?   |
| 4  | Miguel Baldris   | Espagne | CH Jaca      | ?  | 35 | 10 | 45  | ?   |
| 6  | Ignacio Merino   | Espagne | Txuri Urdin  | ?  | 34 | 10 | 44  | ?   |
| 7  | Ignacio Noguerol | Espagne | CH Jaca      | ?  | 25 | 17 | 42  | ?   |
| 8  | Iñaki Izaguirre  | Espagne | Txuri Urdin  | ?  | 31 | 10 | 41  | ?   |
| 9  | Asier Egaña      | Espagne | Txuri Urdin  | ?  | 21 | 13 | 34  | ?   |
| 10 | Javier Casaus    | Espagne | CH Jaca      | ?  | 17 | 16 | 33  | ?   |